# Alphabet latin ukrainien
 (mai 2025).
La mise en forme du texte ne suit pas les recommandations de Wikipédia : il faut le « wikifier ».
Les points d'amélioration suivants sont les cas les plus fréquents. Le détail des points à revoir est peut-être précisé sur la page de discussion.
- Les titres sont pré-formatés par le logiciel. Ils ne sont ni en capitales, ni en gras.
- Le texte ne doit pas être écrit en capitales (les noms de famille non plus), ni en gras, ni en italique, ni en « petit »…
- Le gras n'est utilisé que pour surligner le titre de l'article dans l'introduction, une seule fois.
- L'italique est rarement utilisé : mots en langue étrangère, titres d'œuvres, noms de bateaux, etc.
- Les citations ne sont pas en italique mais en corps de texte normal. Elles sont entourées par des guillemets français : « et ».
- Les listes à puces sont à éviter, des paragraphes rédigés étant largement préférés. Les tableaux sont à réserver à la présentation de données structurées (résultats, etc.).
- Les appels de note de bas de page (petits chiffres en exposant, introduits par l'outil «  Source ») sont à placer entre la fin de phrase et le point final[comme ça].
- Les liens internes (vers d'autres articles de Wikipédia) sont à choisir avec parcimonie. Créez des liens vers des articles approfondissant le sujet. Les termes génériques sans rapport avec le sujet sont à éviter, ainsi que les répétitions de liens vers un même terme.
- Les liens externes sont à placer uniquement dans une section « Liens externes », à la fin de l'article. Ces liens sont à choisir avec parcimonie suivant les règles définies. Si un lien sert de source à l'article, son insertion dans le texte est à faire par les notes de bas de page.
- La présentation des références doit suivre les conventions bibliographiques. Il est recommandé d'utiliser les modèles {{Ouvrage}}, {{Chapitre}}, {{Article}}, {{Lien web}} et/ou {{Bibliographie}}. Le mode d'édition visuel peut mettre en forme automatiquement les références.
- Insérer une infobox (cadre d'informations à droite) n'est pas obligatoire pour parachever la mise en page.

Pour une aide détaillée, merci de consulter Aide:Wikification.
Si vous pensez que ces points ont été résolus, vous pouvez retirer ce bandeau et améliorer la mise en forme d'un autre article.
L’alphabet latin ukrainien (ukrainien : Українська латиниця (Ukrainśka latynycia) ou Латинка (Latynka))), est la forme de l’alphabet latin utilisée pour l’écriture, la translittération et la retranslittération de la langue ukrainienne.
L’alphabet latin ukrainien a été proposé ou imposé à plusieurs reprises dans l’histoire de l’Ukraine, mais il n’a jamais remplacé l’alphabet cyrillique ukrainien qui reste dominant dans son utilisation.

## Caractéristiques
L’ukrainien standard est écrit en alphabet cyrillique selon une tradition remontant à l’introduction du christianisme et de l’ancien slavon d'église dans la Rus' de Kiev. Les propositions de latinisation (sauf lorsqu’elles sont imposées pour des raisons purement politiques) ont toujours été politiquement sensibles et n’ont jamais été généralement acceptées, bien que certaines propositions visant à créer un alphabet latin officiel pour l’ukrainien aient récemment été exprimées par l’intelligentsia nationale.
Bien que superficiellement similaire à un alphabet latin, la translittération de l’ukrainien du cyrillique vers l’alphabet latin (ou ‘’romanisation’’) n’est généralement pas destinée aux locuteurs natifs, et peut être conçue pour répondre à certaines exigences académiques ou à des contraintes techniques.
Les modules supplémentaires du navigateur de recherche Mozilla ont publié l’extension nommée Ukrajinsjka Latynka permettant de translittérer les textes ukrainiens du cyrillique vers l’alphabet latin sur les pages web.

## Histoire

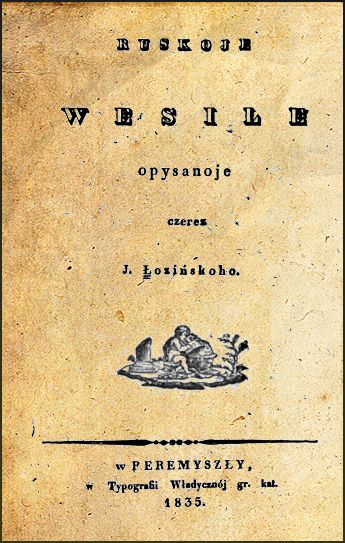
Page de titre du livre “Ruskoje wesile” (“Mariage ruthénien”, 1835) de Yosyp Lozynskyi, qui présentait son alphabet latin pour la langue ruthénienne (ukrainienne).

### XIXesiècle
Au XIXe siècle, il y eut des tentatives pour introduire l’alphabet latin dans l’écriture ukrainienne, par J. Lozinskiy (pl) (polonais : Józef Łoziński), un érudit et prêtre ukrainien de Lviv (Josyp Łozyński Ivanovyč, ‘‘Ruskoje wesile’’, 1834) Tomasz Padura.
L’utilisation de l’alphabet latin pour l’ukrainien fut promue par les autorités de Galicie sous l’Empire autrichien des Habsbourg. Franc Miklošič élabora un alphabet latin pour l’ukrainien en 1852, basé sur les alphabets polonais et tchèque (adoptant les caractères tchèques ‘‘č, š, ž, dž, ď, ť’’, les caractères polonais ‘‘ś, ź, ć, ń’’, et ‘‘ľ’’ suivant le même modèle). Le politicien tchèque Josef Jireček (en) s’intéressa à ce concept et réussit à obtenir le soutien du projet auprès du Ministère impérial de l’Intérieur.
Dans le cadre d’une campagne de Polonisation en Galicie pendant la période de la règle néo-absolutiste après 1849, le vice-roi Agenor Gołuchowski tenta d’imposer cet alphabet latin aux publications ukrainiennes en 1859. Cela déclencha une violente polémique publique connue sous le nom de Guerre des alphabets (ukrainien : Азбучна війна), et à la fin, l’alphabet latin fut rejeté.
Un alphabet latin pour les publications ukrainiennes fut également imposé en Bessarabie roumaine, en Bucovine et en Dobroudja, ainsi qu’en Transcarpatie hongroise.
En Ukraine, sous l’Empire russe, Mykhaïlo Drahomanov a promu un alphabet cyrillique purement phonémique (le ‘’Drahomanivka’’) en 1876, incluant la lettre latine ‘‘ј’’, remplaçant les digraphes ‘‘я, є, ю, ї’’ par ‘‘ја, је, ју, јі’’, similaire à la réforme précédente de l’alphabet cyrillique serbe par Vuk Stefanović Karadžić.

### XXesiècle
En Ukraine soviétique, lors de la conférence orthographique de 1927 à Kharkiv, les linguistes Maïk Johansen, Borys Tkachenko et Mykola Nakonechnyi ont proposé l’application de l’alphabet latin, jugé plus “international”, pour l’ukrainien, mais l’idée a été opposée par les représentants du gouvernement soviétique.

#### Transcription nationale ukrainienne
Il s’agit du système officiel de transcription de l’Ukraine, également utilisé par les Nations unies et de nombreux services étrangers de pays. Il est actuellement largement utilisé pour représenter les noms géographiques ukrainiens et les noms personnels dans les passeports. Il est basé sur l’orthographe anglaise, et nécessite uniquement des caractères ASCII sans diacritiques. Il peut être considéré comme une variante du “système modifié de la Bibliothèque du Congrès”, mais ne simplifie pas les terminaisons -ий et -ій.
La première version du système a été codifiée dans la décision no 9 du Comité ukrainien pour les questions de terminologie juridique le 19 avril 1996, en déclarant que le système est contraignant pour la translittération des noms ukrainiens en anglais dans les actes législatifs et officiels.
La version actuelle de 2010, utilisée pour translittérer tous les noms propres, a été approuvée par la résolution n° 55 du Cabinet des ministres d’Ukraine, le 27 janvier 2010,. Cela a modifié les lois antérieures et rassemblé un système unifié pour les documents officiels, la publication d’œuvres cartographiques, les panneaux et indications des localités habitées, des rues, des arrêts, des stations de métro, etc.
Elle a été adoptée à l’échelle internationale. La 27e session du Groupe d’experts des Nations unies pour les noms géographiques (UNGEGN), tenue à New York du 30 juillet au 10 août 2012, a approuvé le système ukrainien de romanisation,. Le BGN/PCGN a adopté conjointement le système en 2020.
Les noms géographiques officiels sont romanisés directement à partir de l’ukrainien original et non traduits. Par exemple, Kyivska oblast et non Kyiv Oblast, Pivnichnokrymskyi kanal et non North Crimean Canal.

#### DSTU 9112:2021
Le 1er avril 2022, la “Translittération cyrillique-latine et retranslittération latine-cyrillique des textes ukrainiens. Règles d’écriture” (SSOU 9112:2021 (uk)) a été approuvée comme Norme d’État de l’Ukraine (uk). La norme est basée sur la norme modifiée ISO 9:1995 et a été développée par le Comité technique 144 “Information et Documentation” de la Bibliothèque scientifique et technique d’État d’Ukraine. Selon la BSTEU, elle pourrait être utilisée dans les futures coopérations entre l’Union européenne et l’Ukraine, où “l’ukrainien prendra bientôt, aux côtés des autres langues européennes, sa place légitime dans les scénarios de traitement multilingue des langues naturelles, y compris la traduction automatique.”

## Changements

### Abecadło
Certaines lettres empruntées au polonais étaient utilisées dans la Łatynka ukrainienne, comme mentionné ci-dessus, qui présente également une forte ressemblance avec l'alphabet łacinka biélorusse. Bien que jamais largement acceptée, elle était principalement utilisée par les Ukrainiens vivant dans des territoires proches de la Pologne (où elle était appelée ‘‘Abecadło’’).
|           |       |       |       |       |       |       |       |       |
| A a       | B b   | C c   | Ć ć   | Cz cz | Ch ch | D d   | D́ d́   | E e   |
| А а       | Б б   | Ц ц   | Ць ць | Ч ч   | Х х   | Д д   | Дь дь | Е е   |
|           |       |       |       |       |       |       |       |       |
| F f       | G g   | H h   | I i   | J j   | K k   | L l   | Ł ł   | M m   |
| Ф ф       | Ґ ґ   | Г г   | І і   | Й й   | К к   | Ль ль | Л л   | М м   |
|           |       |       |       |       |       |       |       |       |
| N n       | Ń ń   | O o   | P p   | R r   | Ŕ ŕ   | S s   | Ś ś   | Sz sz |
| Н н       | Нь нь | О о   | П п   | Р р   | Рь рь | С с   | Сь сь | Ш ш   |
|           |       |       |       |       |       |       |       |       |
| Szcz szcz | T t   | T́ t́   | U u   | W w   | Y y   | Z z   | Ź ź   | Ż ż   |
| Щ щ       | Т т   | Ть ть | У у   | В в   | И и   | З з   | Зь зь | Ж ж   |
|           |       |       |       |       |       |       |       |       |

Par exemple, l’introduction de ‘‘Ruskoje Wesile’’ (’‘Le Mariage Ruthénien’’, 1834) de Josyp Łozynśkyj:
Perédmowa
W tym opysi skazuju, jaksia wesile po sełach meży prostym ruskim ludom widprawlaje. Ne mohu jednako utrymowaty, jakoby toj sposób wesile widprawlaty wsiude newidminni był zachowanym; bo hdenekodyj szczoś dodajut, hdeinde szczoś wypuskajut, a znowu hdeinde szczoś widminiajut. Syła w mojej syli było, starał-jemsia w rozmaitych misciach obradki i pisny ruskoho wesila póznaty i pérekonał-jemsia że prynajmni szczo do hołownych obradkiw i pisnéj wsiude tymże samym sposobom wesilesia widprawlaje. I toj sposób opysałjem w nynijszуj knyżoczci dodajuczy jednako hdenekodyj i miscowyi widminy. Moim najperszym i najbohatszym a nawet́ i nihdy newyczerpanym źridłom, z kotorohom tyi widomosty czerpał, było dopytowanie po sełach tych ludej, kotryi czasto na wesilach bywały i wesilnyi uŕady pistowały. Nykotorych obradkiw był jem sam okozritelnym świdkom.

### Versions Modernes
En Ukraine moderne, l’utilisation des alphabets latins pour la langue ukrainienne est très rare. Cependant, les discussions sur un format unifié de Latynka et son statut continuent encore.

### Comparaison
Comparaison de plusieurs systèmes de romanisation pour l’ukrainien et des versions historiques de l’alphabet latin ukrainien à travers l’exemple de l’Hymne national de l'Ukraine.

#### Systèmes officiels de romanisation ukrainienne
| Cyrillic | Ukrainian National System (KMU Resolution 55) BGN/PCGN 2019 Agreement | DSTU 9112:2021, System A | DSTU 9112:2021, System B |
| --- | --- | --- | --- |
| Ще не вмерла України і слава, і воля, Ще нам, браття молодії, усміхнеться доля. Згинуть наші воріженьки, як роса на сонці. Запануєм і ми, браття, у своїй сторонці. Приспів: Душу й тіло ми положим за нашу свободу, І покажем, що ми, браття, козацького роду. | Shche ne vmerla Ukrainy i slava, i volia. Shche nam, brattia molodii, usmikhnetsia dolia. Zghynut nashi vorizhenky, yak rosa na sontsi, Zapanuiem i my, brattia, u svoii storontsi. Pryspiv: Dushu y tilo my polozhym za nashu svobodu, I pokazhem, shcho my, brattia, kozatskoho rodu. | Ŝe ne vmerla Ukraïny i slava, i volja, Ŝe nam, brattja molodiï, usmixnetjsja dolja. Zǧynutj naši voriženjky, jak rosa na sonci. Zapanujem i my, brattja, u svoïj storonci. Pryspiv: Dušu j tilo my položym za našu svobodu, I pokažem, ŝo my, brattja, kozacjkoǧo rodu. | Shche ne vmerla Ukrajiny i slava, i volja, Shche nam, brattja molodiji, usmikhnetjsja dolja. Zghynutj nashi vorizhenjku, jak rosa na sonci. Zapanujem i my, brattja, u svojij storonci. Pryspiv: Dushu j tilo my polozhym za nashu svobodu, I pokazhem, shcho my, brattja, kozacjkogho rodu. |

#### Systèmes de romanisation non-ukrainiens
| ISO 9:1995 | Library of Congress (ALA-LC) | BGN/PCGN 1965 (Obsolete) |
| --- | --- | --- |
| Ŝe ne vmerla Ukraïni ì slava, ì volâ, Ŝe nam, brattâ molodìï, usmìhnet'sâ dolâ. Zginut' našì vorìžen'ki, âk rosa na soncì. Zapanuêm ì mi, brattâ, u svoïj storoncì. Prispìv: Dušu j tìlo mi položim za našu svobodu, Ì pokažem, ŝo mi, brattâ, kozac'kogo rodu. | Shche ne vmerla Ukraïny i slava, i voli͡a. Shche nam, bratti͡a molodiï, usmikhnet'si͡a doli͡a. Zhynut' nashi vorizhen'ky, i͡ak rosa na sont͡si, Zapanui͡em i my, bratti͡a, u svoïĭ storont͡si. Pryspiv: Dushu ĭ tilo my poloz͡hym za nashu svobodu, I pokaz͡hem, shcho my, bratti͡a, kozat͡s'koho rodu. | Shche ne vmerla Ukrayiny i slava, i volya. Shche nam, brattya molodiyi, usmikhnet'sya dolya. Z·hynut' nashi vorizhen'ky, yak rosa na sontsi, Zapanuyem i my, brattya, u svoyiy storontsi. Pryspiv: Dushu y tilo my polozhym za nashu svobodu, I pokazhem, shcho my, brattya, kozats'koho rodu. |

#### Alphabets latins historiques
| Łozynśkyj's | Jireček's | Gajica based |
| --- | --- | --- |
| Szcze ne wmerła Ukrainy i sława, i wola. Szcze nam, brattia molodii, usmichneťsia dola. Zhynuť naszi woriżeńky, jak rosa na sonci, Zapanujem i my, brattia, u swoij storonci. Pryspiw: Duszu j tiło my położym za naszu swobodu, I pokażem, szczo my, brattia, kozaćkoho rodu. | Šče ne vmerla Ukrajiny i slava, i voľa. Šče nam, bratťa molodiji, usmichnet sě doľa. Zhynut naši vorüžeńky, jak rosa na sonci, Zapanujem i my, bratťa, u svojij storonci. Pryspiv: Dušu j tilo my položym za našu svobodu, I pokažem, ščo my, bratťa, kozaćkoho rodu. | Šče ne vmerla Ukrajiny i slava, i volja. Šče nam, brattja molodiji, usmixnetjsja dolja. Zhynutj naši voriženjky, jak rosa na sonci, Zapanujem i my, brattja, u svojij storonci. Pryspiv: Dušu j tilo my položym za našu svobodu, I pokažem, ščo my, brattja, kozacjkoho rodu. |

## Galerie

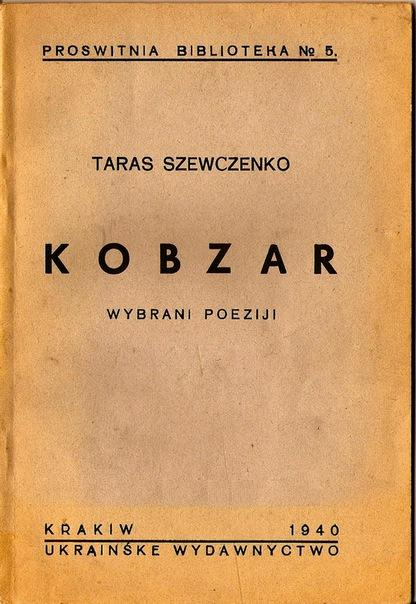
"Kobzar" par Taras Shevchenko, publié en 1940 (abecadło)
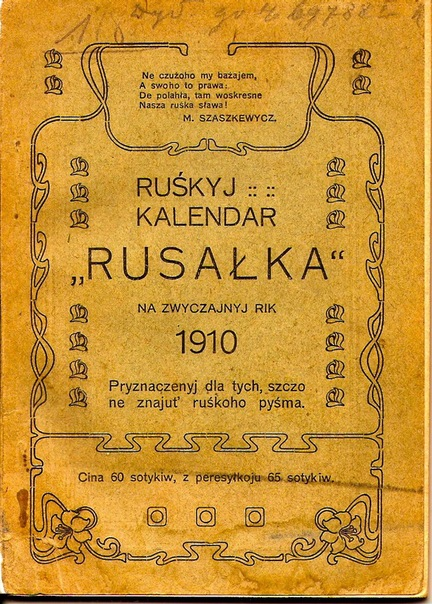
"Ruthenian Calendar" pour ceux qui n’ont pas compris le Cyrillique, 1910 (abecadło)
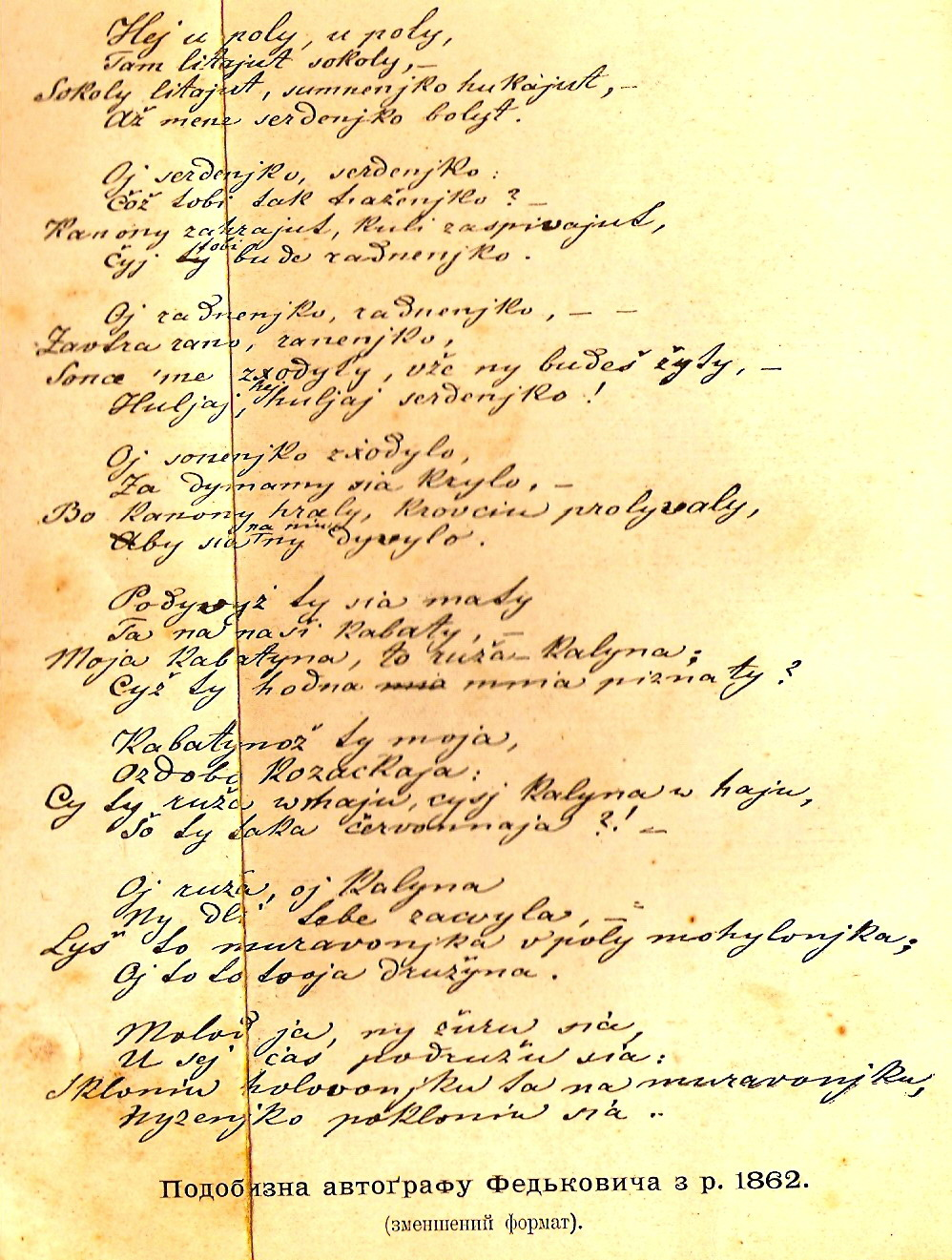
Autographe d’un poème par Yuriy Fedkovych (gajica et abecadło)
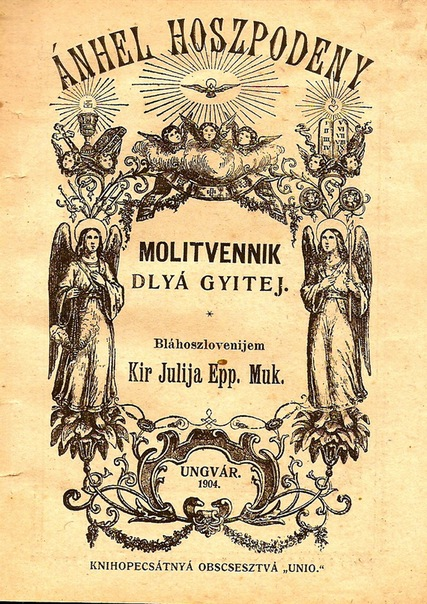
Un livre de prière pour enfants fait par Carpathian Ruthenia, 1904 (Hungarian alphabet)
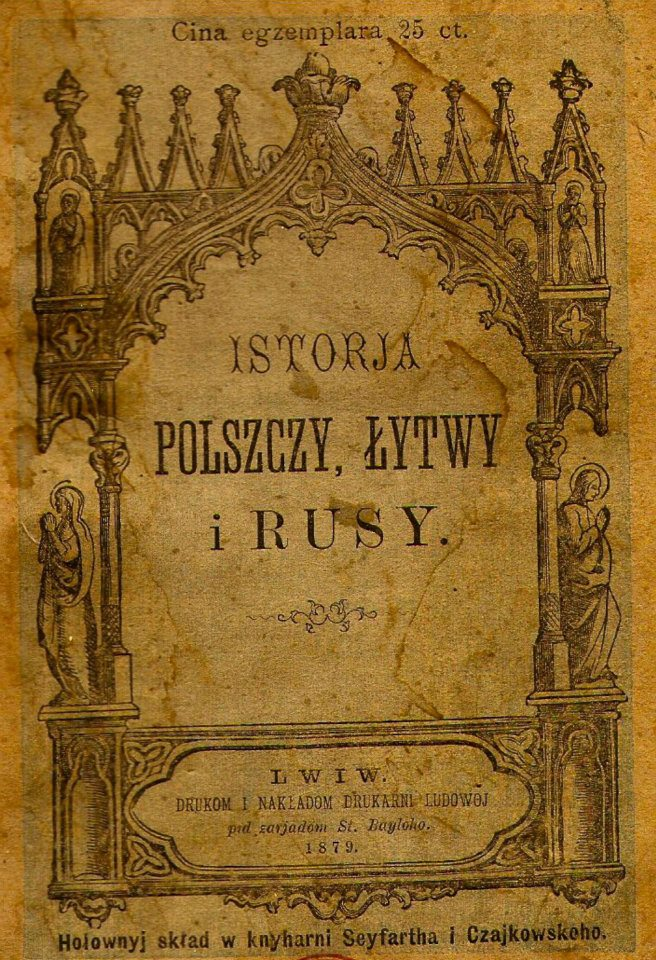
Histoire de la Pologne, la Lituanie et de la Ruthénie, 1879 (abecadło)